# NGC 7160
NGC 7160 est un jeune amas ouvert situé dans la constellation de Céphée. Il a été découvert par l'astronome germano-britannique William Herschel en 1787.
Selon la classification des amas ouverts, cet amas renferme moins de 50 étoiles (la lettre p), dont la concentration est moyenne (II) et dont les magnitudes se répartissent sur un grand intervalle (le chiffre 3),. Toutefois, selon le catalogue Lynga, la concentration des étoiles est forte (I). Lynga indique que l'amas renferme 12 membres.

## Observation
Avec une magnitude visuelle de 6,1, on peut observer l'amas avec de petites jumelles.

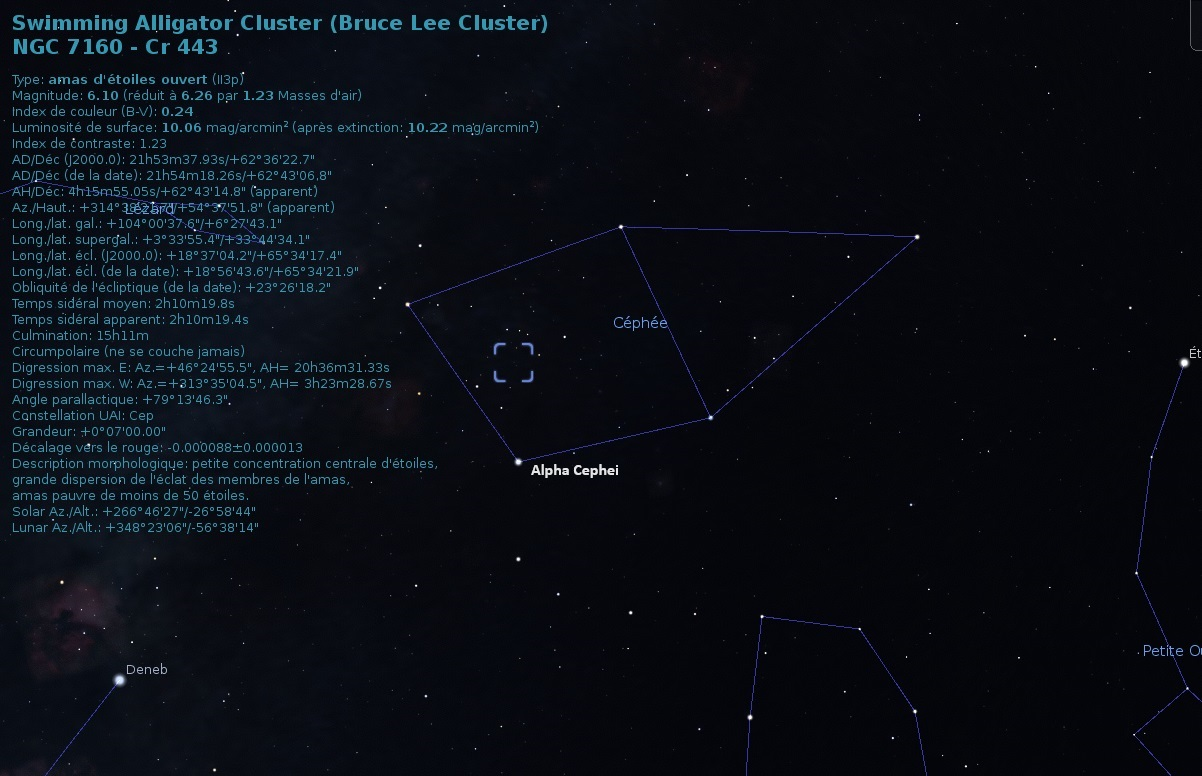
Localisation de NGC 7160 dans la constellation de Céphée. (Stellarium)

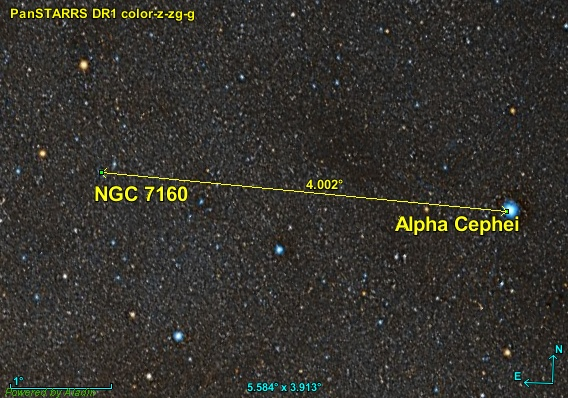
Position de NGC 7160 par rapport à une étoile.

NGC 7160 est situé à environ 4,0 degrés au nord-est de l'étoile Alpha Cephei.

## Caractéristiques
Certaines caractéristiques apparaissent sur la base de données Simbad, mais une publication très récente (2023) basée sur les mesures de la parallaxe par le satellite Gaia a permis une mise à jour importante des données. Les données du « GAIA EARLY DATA RELEASE 3 (GAIA EDR3) » ont également permis aux auteurs (Almeida, Monteiro et Dias) de cette publication d'estimer la masse de 773 amas ouverts, dont celle de NGC 7160 qui est de 205 ± 41 {\displaystyle M_{\odot }}.

### Distance, taille et vitesse
Selon Almeida et ses collègues, cet amas est à 894 ± 15 pc du système solaire.
La parallaxe moyenne des étoiles de l'amas a été obtenue des mesures effectuées par le satellite Gaia. Six valeurs différentes publiées dans de récents articles (2018 à 2021) sont indiquées sur la base de données Simbad : 1,085 ± 0,051 mas, 1,052 ± 0,062 mas, 1,050 ± 0,055 mas,, 1,050 ± 0,009 mas, 1,091 49 mas et 1,040 ± 0,04 km/s. La valeur moyenne de la parallaxe est égale à 1,061 4 ± 0,043 4 mas, ce qui correspond à une distance de 942 +40
−37 pc. Cette distance est compatible quoiqu'un peu supérieure à celle proposée par Almeida et ses collègues.
Selon les sources, la taille apparente de l'amas est de 4,2′ ou de 5,0′ ou encore de 7,0′ (5,6 ± 1,4'), ce qui, compte tenu de la distance de 894 ± 15 pc et grâce à un calcul simple, équivaut à une taille réelle de 4,7 ± 1,3 al.
Quatre vitesses semblables sont aussi indiquées sur la base de données Simbad: −26,30 ± 3,88 km/s, −28,00 ± 8,1 km/s, −28,00 ± 8,12 km/s et −20,4 ± 1,9 km/s. La vitesse moyenne de cet échantillon est de −25,7 ± 3,6 km/s.

### Métallicité
Simbad rapporte une seule valeur de la métallicité, soit +0,116. Selon Almeida et ses collègues, la métallicité de l'amas est égale à 0,036 ± 0,055. Selon cette valeur, le pourcentage d'éléments lourds (plus lourds que l'hydrogène et l'hélium) de cet amas serait compris entre 96% et 123% (100,036 ± 0,055) de celui du Soleil.

### Âge
Webda et Lynga indiquent un âge de 19 millions d'années (log10=7,278),, ce qui est presque le même âge que le 18,2 millions d'années proposé par Almeida.

## Étoiles
On peut obtenir les données de certaines des étoiles situées dans le champ de vision de cet amas sur Simbad en utilisant la requête NGC 7160 Num, où Num est un nombre de 1 à 30. Le tableau ci-dessous indique les propriétés de ces étoiles.
Seize étoiles ont des distances et des mouvements propres semblables et sont probablement membres de l'amas. La distance moyenne de celles-ci est égale à 919 ± 19 pc (∼3 000 al). Leurs mouvements propres en ascension droite et en déclinaison sont respectivement égaux à −3,552 ± 0,219 mas et −1,393 ± 0,189 mas.
Selon un article publié en 2022, NGC 7160 renferme au moins une étoile traînarde bleue. Cependant, cette étoile n'est pas identifiée dans cet article et on ne trouve aucune trace d'une telle étoile sur la base de données Simbad.
| Num # | Nom                     | α                | δ                | type    | P (mas)         | d (pc)    | μα* (mas/an) | μδ* (mas/an) | mV    | Rem            |
| ----- | ----------------------- | ---------------- | ---------------- | ------- | --------------- | --------- | ------------ | ------------ | ----- | -------------- |
| #8    | NGC 7160 8              | 21h 52m 50.8960s | 62° 30′ 34.7390″ | F5V     | 4,1969 ± 0,0122 | 238 ± 1   | -24,856      | -25,282      | 10,70 | Nm             |
| #12   | NGC 7160 12             | 21h 53m 12.8816s | 62° 35′ 01.0126″ | F7V     | 3,1492 ± 0,0118 | 318 ± 1   | 12,646       | 8,622        | 11,41 | Nm             |
| #30   | 2MASS J21541589+6236045 | 21h 54m 15.9017s | 62° 36′ 04.4785″ | F3.5    | 1,7585 ± 0,0115 | 569 ± 4   | 10,024       | 4,135        | 14,48 | Nm & Y Stel C. |
| #26   | NGC 7160 26             | 21h 54m 08.4993s | 62° 37′ 44.2538″ |         | 1,7471 ± 0,0127 | 572 ± 4   | 9,804        | 22,217       | 13,09 | Nm             |
| #2    | HD 208392               | 21h 53m 48.1029s | 62° 36′ 51.9230″ | B1Vn    | 1,5214 ± 0,1914 | 657 ± 83  | -2,929       | -0,313       | 7,03  | Nm & Be        |
| #20   | NGC 7160 20             | 21h 53m 13.8020s | 62° 36′ 13.3272″ | A2V     | 1,2551 ± 0,0108 | 797 ± 7   | -3,002       | -6,052       | 12,39 | Nm             |
| #29   | NGC 7160 29             | 21h 53m 37.1426s | 62° 38′ 08.7499″ |         | 1,2174 ± 0,0395 | 821 ± 27  | -3,984       | -0,772       | 13,49 | Nm             |
| #21   | NGC 7160 21             | 21h 53m 02.0408s | 62° 36′ 09.0382″ | A3V     | 1,1874 ± 0,0093 | 842 ± 7   | -2,512       | -6,473       | 13,49 | Nm             |
| #3    | HD 208440               | 21h 53m 53.2978s | 62° 36′ 00.7535″ | B1Vn    | 1,1238 ± 0,0225 | 890 ± 18  | -3,303       | -1,375       | 7,91  |                |
| #18   | NGC 7160 18             | 21h 54m 23.4174s | 62° 35′ 44.9647″ | B9V     | 1,1224 ± 0,0127 | 891 ± 10  | -3,327       | -1,523       | 12,14 |                |
| #7    | BD+61 2218              | 21h 54m 01.6860s | 62° 37′ 09.4990″ | B5V     | 1,1057 ± 0,0135 | 904 ± 11  | -3,601       | -1,471       | 10,04 |                |
| #19   | NGC 7160 19             | 21h 54m 00.4101s | 62° 33′ 55.9658″ | A0.5    | 1,1055 ± 0,0112 | 905 ± 9   | -3,908       | -0,838       | 12,24 |                |
| #5    | BD+61 2215              | 21h 53m 34.0629s | 62° 35′ 54.7828″ | B3V     | 1,1009 ± 0,0142 | 908 ± 12  | -3,878       | -1,742       | 9,25  |                |
| #25   | NGC 7160 25             | 21h 53m 23.3023s | 62° 38′ 34.3472″ | A6V     | 1,0997 ± 0,0178 | 909 ± 15  | -3,309       | -1,311       | 13,02 | Y Stel         |
| #23   | NGC 7160 23             | 21h 53m 52.7507s | 62° 38′ 04.2883″ | A4/A5   | 1,0974 ± 0,0117 | 911 ± 10  | -3,484       | -1,445       | 12,66 |                |
| #6    | BD+61 2214              | 21h 53m 29.7780s | 62° 35′ 52.5001″ | B5V     | 1,0943 ± 0,0135 | 914 ± 11  | -3,415       | -1,410       | 9,84  |                |
| #1    | HD 208218               | 21h 52m 35.1450s | 62° 42′ 43.8190″ | B1III   | 1,0854 ± 0,0187 | 921 ± 16  | -3,639       | -1,319       | 6,71  |                |
| #14   | NGC 7160 14             | 21h 53m 57.9494s | 62° 37′ 32.5607″ | A0      | 1,083 ± 0,0573  | 923 ± 49  | -3,476       | -1,406       | 11,1  |                |
| #9    | NGC 7160 9              | 21h 54m 07.6503s | 62° 32′ 21.4039″ | B9V     | 1,0791 ± 0,0254 | 927 ± 22  | -3,482       | -1,428       | 10,8  |                |
| #16   | NGC 7160 16             | 21h 53m 40.5639s | 62° 35′ 26.1746″ | B9V     | 1,0757 ± 0,0127 | 930 ± 11  | -3,728       | -1,217       | 11,68 |                |
| #4    | V* V497 Cep             | 21h 53m 26.5462s | 62° 35′ 13.1541″ | B3V+B5V | 1,0737 ± 0,0149 | 931 ± 13  | -3,446       | -1,477       | 8,98  | Bin ecl        |
| #27   | NGC 7160 27             | 21h 53m 44.4233s | 62° 38′ 16.9905″ |         | 1,0727 ± 0,01   | 932 ± 9   | -3,984       | -1,533       | 13,37 |                |
| #13   | NGC 7160 13             | 21h 53m 33.3122s | 62° 37′ 20.3273″ | B9V     | 1,0579 ± 0,0134 | 945 ± 12  | -3,490       | -1,462       | 11,48 |                |
| #17   | NGC 7160 17             | 21h 53m 55.6830s | 62° 34′ 22.4558″ |         | 1,0419 ± 0,0124 | 960 ± 11  | -3,356       | -1,328       | 12,07 |                |
| #15   | NGC 7160 15             | 21h 54m 11.8342s | 62° 32′ 44.2279″ | A5      | 0,9801 ± 0,0127 | 1020 ± 13 | -3,383       | 0,075        | 11,64 | Nm             |
| #24   | NGC 7160 24             | 21h 54m 05.0664s | 62° 31′ 34.5261″ | A2V     | 0,9038 ± 0,013  | 1106 ± 16 | -2,880       | -2,984       | 12,81 | Nm             |
| #22   | NGC 7160 22             | 21h 53m 41.7891s | 62° 36′ 30.1417″ |         | 0,855 ± 0,0105  | 1170 ± 14 | -1,800       | -1,895       | 12,53 | Nm             |
| #10   | NGC 7160 10             | 21h 53m 24.5122s | 62° 33′ 38.1181″ |         | 0,8304 ± 0,0102 | 1204 ± 15 | -3,248       | -6,171       | 11,11 | Nm             |
| #11   | NGC 7160 11             | 21h 53m 02.1236s | 62° 30′ 42.1654″ | A0      | 0,773 ± 0,0141  | 1294 ± 24 | -1,570       | -2,665       | 11,7  | Nm             |
| #28   | NGC 7160 28             | 21h 53m 40.2088s | 62° 36′ 35.5659″ |         | ?               | ?         | ?            | ?            | 13,47 | M?             |

- Nm = Non membre
- Y Stel C. = Candidate au titre de jeune étoile
- Y Stel	= Jeune objet stellaire
- Be = Étoile Be
- Bin ecl = Binaire à éclipses
- M? = Peut-être membre ou pas

Simbad montre aussi un bouton nommé Children. En cliquant sur ce bouton, on atteint une section de cette base de données qui renferme un tableau contenant 373 entrées, dont 230 Children, pour NGC 7160. Cependant, des étoiles (les Children) peuvent apparaître plusieurs fois dans la deuxième colonne du tableau, d'où le nombre de liens bibliographiques qui est supérieure au nombre d'étoiles. La quatrième colonne de ce tableau indique la probabilité que l'étoile appartienne à l'amas. En cliquant sur le titre de cette colonne, on peut classer la probabilité par ordre croissant ou décroissant. En cliquant sur la désignation de l'étoile, on atteint la page de Simbad qui résume ses propriétés.